# Bahnstrecke Kil–Ställdalen
| Ein Zug überquert den Klarälv bei Deje |                                                                                      |                                                              |                                                              |
| Streckennummer: | 10                                                                                   |                                                              |                                                              |
| Kursbuchstrecke: | 75                                                                                   |                                                              |                                                              |
| Streckenlänge: | 141 km                                                                               |                                                              |                                                              |
| Spurweite: | 1435 mm (Normalspur)                                                                 |                                                              |                                                              |
| Stromsystem: | 15 kV 16 2/3 Hz ~                                                                    |                                                              |                                                              |
| Streckengeschwindigkeit: | Bandel 327: (Ställdalen)–(Hällefors): 140 km/h Bandel 326: Hällefors–(Kil): 140 km/h |                                                              |                                                              |
| |                                                                                      |                                                              |                                                              |
| \| \| \| Bahnstrecke Frövi–Ludvika von Ludvika über Hörken (FLJ) \| \| \| \| \| Bahnstrecke Frövi–Ludvika von Ludvika über Silverhöjden (BJ) \| \| \| \| \| \| \| \| \| 105,510 \| Ställdalen FLJ / BJ \| Ställdalen FLJ / BJ \| \| \| \| \| \| \| \| \| Bahnstrecke Frövi–Ludvika nach Frövi \| \| \| \| 110,187 \| Skäret (P-Halt bis 1968) \| Skäret (P-Halt bis 1968) \| \| \| \| Flacken (bis 1975) \| \| \| \| 120,475 \| Björksjön (bis 1970) \| Björksjön (bis 1970) \| \| \| \| Bredsjö herrgårdar (Bedarfshaltestelle) \| \| \| \| \| Nora Bergslags Järnvägar von Gyttorp \| \| \| \| 126,128 \| Bredsjö \| Bredsjö \| \| \| 136,840 \| Sikfors (ehem. P-Halt) \| Sikfors (ehem. P-Halt) \| \| \| 143,041 \| Hällefors (bahnamtlich Hällefors norra) \| Hällefors (bahnamtlich Hällefors norra) \| \| \| \| Hällefors–Fredriksbergs Järnvägar von Fredriksberg \| \| \| \| 143,602 \| Hällefors (ehem. P-Halt) \| Hällefors (ehem. P-Halt) \| \| \| 145 \| Hammarn (bis 1977) \| Hammarn (bis 1977) \| \| \| 148,200 \| Grythyttans Norra \| Grythyttans Norra \| \| \| 152,212 \| Grythyttan \| Grythyttan \| \| \| \| Svartälvs Järnväg nach Kortfors \| \| \| \| 159,144 \| Skatviken \| Skatviken \| \| \| \| Torrvarpen \| \| \| \| 163,304 \| Loka (ehem. Bhf.) \| Loka (ehem. Bhf.) \| \| \| 164,500 \| Lokatunneln (159 m) \| Lokatunneln (159 m) \| \| \| \| Inlandsbahn von Mora bzw. Filipstad Östra \| \| \| \| 174,140 \| Herrhult[2] (1877–1972) \| Herrhult[2] (1877–1972) \| \| \| \| \| \| \| \| 176,950 \| Nykroppa \| Nykroppa \| \| \| \| Inlandsbahn nach Kristinehamn \| \| \| \| 177,550 \| Hornkullen (ehem. P-Halt) \| Hornkullen (ehem. P-Halt) \| \| \| 184,300 \| Daglösensundet \| Daglösensundet \| \| \| 184,650 \| Daglösen (ehem. P-Halt) \| Daglösen (ehem. P-Halt) \| \| \| \| \| \| \| \| 193,000 \| Filipstad (Västra, ehem. P-Halt) \| Filipstad (Västra, ehem. P-Halt) \| \| \| \| Inlandsbahn nach Persberg (Neubaustrecke 1964) \| \| \| \| \| FNBJ nach Nordmark (Schmalspur) \| \| \| \| \| Lungälven \| \| \| \| 193,720 \| Brattforshyttan \| Brattforshyttan \| \| \| \| Bahnstrecke Brattfors–Gejierstal von Brattfors \| \| \| \| 199,391 \| Geijersdal (P-Halt bis 28. Mai 1967) \| Geijersdal (P-Halt bis 28. Mai 1967) \| \| \| 202,300 \| Suttertjärn (1934–28. Mai 1967) \| Suttertjärn (1934–28. Mai 1967) \| \| \| \| Torfbahn Åstorpsmossen \| \| \| \| 207,310 \| Lindfors (P-Halt bis 31. Mai 1970) \| Lindfors (P-Halt bis 31. Mai 1970) \| \| \| \| Bahnstrecke Lindfors–Blombacka nach Blombacka \| \| \| \| \| Bahnstrecke Lindfors–Bosjön nach Bosjön \| \| \| \| 214,020 \| Molkom \| Molkom \| \| \| 219,606 \| Sandmon \| Sandmon \| \| \| 223,550 \| Mölnbacka \| Mölnbacka \| \| \| 224,503 \| Mölnbackatunneln (152 m) \| Mölnbackatunneln (152 m) \| \| \| \| Lusten \| \| \| \| \| Klarälven \| \| \| \| \| Nordmark Klarälvens Järnvägar von Karlstad \| \| \| \| 230,155 \| Deje \| Deje \| \| \| \| Nordmark Klarälvens Järnvägar nach Munkfors \| \| \| \| \| Bahnstrecke Fryksta–Lyckan \| \| \| \| 3 \| Fryksta \| Fryksta \| \| \| 0 \| von Kil nedre (Värmlandsbanan)[3] \| von Kil nedre (Värmlandsbanan)[3] \| \| \| \| \| \| \| \| \| Värmlandsbanan von Karlstad \| \| \| \| 246,165 \| Kil \| Kil \| \| \| \| Vänerbanan nach Göteborg \| \| \| \| \| Bahnstrecke Kil–Torsby nach Torsby \| \| \| \| \| Värmlandsbanan nach Kongsvinger \| \| \| \| \| \| \| \| Erläuterung: BJ = Bahnhof der ehemaligen Bergslagernas järnväg \| \| \| \| \| Quellen: [4] \| \| \| \| |                                                                                      |                                                              |                                                              |
| Strecke |                                                                                      | Bahnstrecke Frövi–Ludvika von Ludvika über Hörken (FLJ)      | Bahnstrecke Frövi–Ludvika von Ludvika über Hörken (FLJ)      |
| Strecke · Strecke |                                                                                      | Bahnstrecke Frövi–Ludvika von Ludvika über Silverhöjden (BJ) | Bahnstrecke Frövi–Ludvika von Ludvika über Silverhöjden (BJ) |
| Abzweig geradeaus und von links · Abzweig ehemals geradeaus und nach rechts |                                                                                      |                                                              |                                                              |
| Bahnhof · Bahnhof (Strecke außer Betrieb) | 105,510                                                                              | Ställdalen FLJ / BJ                                          | Ställdalen FLJ / BJ                                          |
| Abzweig geradeaus und ehemals von links · Strecke nach rechts (außer Betrieb) |                                                                                      |                                                              |                                                              |
| Abzweig geradeaus und nach links |                                                                                      | Bahnstrecke Frövi–Ludvika nach Frövi                         | Bahnstrecke Frövi–Ludvika nach Frövi                         |
| Dienststation / Betriebs- oder Güterbahnhof | 110,187                                                                              | Skäret (P-Halt bis 1968)                                     | Skäret (P-Halt bis 1968)                                     |
| ehemaliger Dienststation / Betriebs- oder Güterbahnhof |                                                                                      | Flacken (bis 1975)                                           | Flacken (bis 1975)                                           |
| ehemaliger Haltepunkt / Haltestelle | 120,475                                                                              | Björksjön (bis 1970)                                         | Björksjön (bis 1970)                                         |
| Haltepunkt / Haltestelle |                                                                                      | Bredsjö herrgårdar (Bedarfshaltestelle)                      | Bredsjö herrgårdar (Bedarfshaltestelle)                      |
| Abzweig geradeaus und ehemals von links |                                                                                      | Nora Bergslags Järnvägar von Gyttorp                         | Nora Bergslags Järnvägar von Gyttorp                         |
| Bahnhof | 126,128                                                                              | Bredsjö                                                      | Bredsjö                                                      |
| Dienststation / Betriebs- oder Güterbahnhof | 136,840                                                                              | Sikfors (ehem. P-Halt)                                       | Sikfors (ehem. P-Halt)                                       |
| Haltepunkt / Haltestelle | 143,041                                                                              | Hällefors (bahnamtlich Hällefors norra)                      | Hällefors (bahnamtlich Hällefors norra)                      |
| Abzweig geradeaus und ehemals von rechts |                                                                                      | Hällefors–Fredriksbergs Järnvägar von Fredriksberg           | Hällefors–Fredriksbergs Järnvägar von Fredriksberg           |
| Dienststation / Betriebs- oder Güterbahnhof | 143,602                                                                              | Hällefors (ehem. P-Halt)                                     | Hällefors (ehem. P-Halt)                                     |
| ehemalige Blockstelle | 145                                                                                  | Hammarn (bis 1977)                                           | Hammarn (bis 1977)                                           |
| Blockstelle | 148,200                                                                              | Grythyttans Norra                                            | Grythyttans Norra                                            |
| Haltepunkt / Haltestelle | 152,212                                                                              | Grythyttan                                                   | Grythyttan                                                   |
| Abzweig geradeaus und ehemals nach links |                                                                                      | Svartälvs Järnväg nach Kortfors                              | Svartälvs Järnväg nach Kortfors                              |
| ehemaliger Bahnhof | 159,144                                                                              | Skatviken                                                    | Skatviken                                                    |
| Brücke über Wasserlauf |                                                                                      | Torrvarpen                                                   | Torrvarpen                                                   |
| Haltepunkt / Haltestelle | 163,304                                                                              | Loka (ehem. Bhf.)                                            | Loka (ehem. Bhf.)                                            |
| Tunnel | 164,500                                                                              | Lokatunneln (159 m)                                          | Lokatunneln (159 m)                                          |
| Abzweig geradeaus und ehemals von rechts |                                                                                      | Inlandsbahn von Mora bzw. Filipstad Östra                    | Inlandsbahn von Mora bzw. Filipstad Östra                    |
| ehemaliger Bahnhof | 174,140                                                                              | Herrhult (1877–1972)                                         | Herrhult (1877–1972)                                         |
| Abzweig geradeaus, nach links und von links · Strecke von rechts |                                                                                      |                                                              |                                                              |
| Strecke · Bahnhof | 176,950                                                                              | Nykroppa                                                     | Nykroppa                                                     |
| Strecke · Strecke |                                                                                      | Inlandsbahn nach Kristinehamn                                | Inlandsbahn nach Kristinehamn                                |
| Dienststation / Betriebs- oder Güterbahnhof | 177,550                                                                              | Hornkullen (ehem. P-Halt)                                    | Hornkullen (ehem. P-Halt)                                    |
| | 184,300                                                                              | Daglösensundet                                               | Daglösensundet                                               |
| Dienststation / Betriebs- oder Güterbahnhof | 184,650                                                                              | Daglösen (ehem. P-Halt)                                      | Daglösen (ehem. P-Halt)                                      |
| Strecke von links · Abzweig geradeaus und nach rechts |                                                                                      |                                                              |                                                              |
| Dienststation / Betriebs- oder Güterbahnhof · Strecke | 193,000                                                                              | Filipstad (Västra, ehem. P-Halt)                             | Filipstad (Västra, ehem. P-Halt)                             |
| Abzweig ehemals geradeaus und nach rechts · Strecke |                                                                                      | Inlandsbahn nach Persberg (Neubaustrecke 1964)               | Inlandsbahn nach Persberg (Neubaustrecke 1964)               |
| Strecke (außer Betrieb) · Strecke |                                                                                      | FNBJ nach Nordmark (Schmalspur)                              | FNBJ nach Nordmark (Schmalspur)                              |
| Brücke über Wasserlauf |                                                                                      | Lungälven                                                    | Lungälven                                                    |
| ehemaliger Bahnhof | 193,720                                                                              | Brattforshyttan                                              | Brattforshyttan                                              |
| Strecke von rechts (außer Betrieb) · Strecke |                                                                                      | Bahnstrecke Brattfors–Gejierstal von Brattfors               | Bahnstrecke Brattfors–Gejierstal von Brattfors               |
| Betriebs-/Güterbahnhof Streckenende (Strecke außer Betrieb) · Dienststation / Betriebs- oder Güterbahnhof | 199,391                                                                              | Geijersdal (P-Halt bis 28. Mai 1967)                         | Geijersdal (P-Halt bis 28. Mai 1967)                         |
| ehemaliger Haltepunkt / Haltestelle | 202,300                                                                              | Suttertjärn (1934–28. Mai 1967)                              | Suttertjärn (1934–28. Mai 1967)                              |
| Strecke · Strecke von links (außer Betrieb) |                                                                                      | Torfbahn Åstorpsmossen                                       | Torfbahn Åstorpsmossen                                       |
| Betriebs-/Güterbahnhof Streckenanfang · ehemaliger Bahnhof · Betriebs-/Güterbahnhof Streckenende · Betriebs-/Güterbahnhof Streckenanfang | 207,310                                                                              | Lindfors (P-Halt bis 31. Mai 1970)                           | Lindfors (P-Halt bis 31. Mai 1970)                           |
| Strecke (außer Betrieb) · Strecke · Strecke nach links (außer Betrieb) |                                                                                      | Bahnstrecke Lindfors–Blombacka nach Blombacka                | Bahnstrecke Lindfors–Blombacka nach Blombacka                |
| Strecke nach rechts (außer Betrieb) · Strecke |                                                                                      | Bahnstrecke Lindfors–Bosjön nach Bosjön                      | Bahnstrecke Lindfors–Bosjön nach Bosjön                      |
| ehemaliger Bahnhof | 214,020                                                                              | Molkom                                                       | Molkom                                                       |
| Dienststation / Betriebs- oder Güterbahnhof | 219,606                                                                              | Sandmon                                                      | Sandmon                                                      |
| ehemaliger Bahnhof | 223,550                                                                              | Mölnbacka                                                    | Mölnbacka                                                    |
| Tunnel | 224,503                                                                              | Mölnbackatunneln (152 m)                                     | Mölnbackatunneln (152 m)                                     |
| Brücke über Wasserlauf |                                                                                      | Lusten                                                       | Lusten                                                       |
| Brücke über Wasserlauf |                                                                                      | Klarälven                                                    | Klarälven                                                    |
| Abzweig geradeaus und ehemals von links |                                                                                      | Nordmark Klarälvens Järnvägar von Karlstad                   | Nordmark Klarälvens Järnvägar von Karlstad                   |
| ehemaliger Bahnhof | 230,155                                                                              | Deje                                                         | Deje                                                         |
| Abzweig geradeaus und ehemals nach rechts |                                                                                      | Nordmark Klarälvens Järnvägar nach Munkfors                  | Nordmark Klarälvens Järnvägar nach Munkfors                  |
| Kreuzung (Querstrecke außer Betrieb) |                                                                                      | Bahnstrecke Fryksta–Lyckan                                   | Bahnstrecke Fryksta–Lyckan                                   |
| Kopfbahnhof Streckenanfang (Strecke außer Betrieb) · Strecke | 3                                                                                    | Fryksta                                                      | Fryksta                                                      |
| Abzweig geradeaus und nach links (Strecke außer Betrieb) · Kreuzung geradeaus oben (Querstrecke außer Betrieb) | 0                                                                                    | von Kil nedre (Värmlandsbanan)                               | von Kil nedre (Värmlandsbanan)                               |
| Strecke nach links (außer Betrieb) · Abzweig geradeaus und ehemals von rechts |                                                                                      |                                                              |                                                              |
| Abzweig geradeaus und von links |                                                                                      | Värmlandsbanan von Karlstad                                  | Värmlandsbanan von Karlstad                                  |
| Bahnhof | 246,165                                                                              | Kil                                                          | Kil                                                          |
| Abzweig geradeaus und nach links |                                                                                      | Vänerbanan nach Göteborg                                     | Vänerbanan nach Göteborg                                     |
| Abzweig geradeaus und nach rechts |                                                                                      | Bahnstrecke Kil–Torsby nach Torsby                           | Bahnstrecke Kil–Torsby nach Torsby                           |
| Strecke |                                                                                      | Värmlandsbanan nach Kongsvinger                              | Värmlandsbanan nach Kongsvinger                              |
| |                                                                                      |                                                              |                                                              |
| Erläuterung: BJ = Bahnhof der ehemaligen Bergslagernas järnväg |                                                                                      |                                                              |                                                              |
| Quellen: |                                                                                      |                                                              |                                                              |

Die Bahnstrecke Kil–Ställdalen ist eine normalspurige schwedische Eisenbahnstrecke. Sie ist ein der Teil der historischen und auch der heute so genannten Bergslagsbanan.

## Geschichte
Die Bahnstrecke von Kil nach Ställdalen ist der mittlere Teil der Hauptstrecke der ehemaligen Bergslagernas Järnvägar (BJ). Die gesamte Strecke führte von Göteborg nach Falun. Der Verkehr auf dem Abschnitt Kil–Ställdalen wurde 1877 aufgenommen, zwei Jahre später wurde die Gesamtstrecke in Betrieb genommen.
Die Strecke wurde während des Zweiten Weltkrieges elektrifiziert. Dabei wurden Fahrleitungsmasten aus Beton verwendet, da diese zu der Zeit preiswerter waren als Stahlmasten. In letzter Zeit wurden die Betonmasten aber durch Stahlmasten ersetzt.
Statens Järnvägar übernahm den Verkehr der BJ im Jahre 1948. 1970 wurde der durchgehende Personenverkehr auf der Strecke eingestellt, 15 Jahre später jedoch wurde der lokale Verkehr mit elektrischen Schienenbussen des Typs X16 zwischen Kil und Ställdalen wieder aufgenommen. Seither hat sich der Personenverkehr immer wieder verändert, in den 1990er Jahren schränkte man ihn so weit ein, dass nur noch ein Zugpaar im Sommer verkehrte. 1992 wurde ein direkter Zug zwischen Kristinehamn und Östersund über Ställdalen geführt.
Der Anschluss zum südlichsten Teil der Inlandsbahn hat sich im Laufe der Jahre geändert. Früher trafen sich die BJ und die Östra Wermlands Järnväg (ÖWJ) (Bahnstrecke Kristinehamn–Filipstad) in Herrhult. 1964 wurde die Verbindung von Nykroppa an der früheren ÖWJ zur Bergslagsbanan nach Westen verlegt und die alte Verbindung zwischen Nykroppa und Herrhult abgebaut. 2002 wurde zudem ein neues Verbindungsgleis in Richtung Ställdalen gebaut, so dass nun bei Nykroppa ein Gleisdreieck vorhanden ist.
Diese Verbindung ermöglichte neue Verbindungen im Personenverkehr von Kristinehamn nach Ludvika über Nykroppa, Hällefors und Ställdalen. Die Züge bestanden aus Dieseltriebwagen des Typs Y1, die gemeinsam von Värmlandstrafiken, Rikstrafiken und Tågkompaniet betrieben wurden. 2010 beschloss Rikstrafiken, diese Züge nicht weiter zu subventionieren. Sie wurden zum Fahrplanwechsel im Juni 2011 eingestellt.
Regulärer Personenverkehr wird durch Tågåkeriet i Bergslagen (Tågab) durchgeführt, wobei in Ställdalen nur zwei bis drei Züge an bestimmten Wochentagen halten.

## Güterverkehr
Der Güterverkehr auf der Strecke ist relativ gering. Es verkehren nur wenige durchgehende Güterzüge, wie beispielsweise ein Holzzug von Borlänge zur Papierfabrik in Grums oder ein Ölzug von Göteborg nach Borlänge. Diese Züge werden von Green Cargo mit Lokomotiven der Baureihen Rc2 und Rc4 befördert.
Green Cargo transportiert auch Stahl zwischen Hällefors und Hofors, in der Regel werden dazu Lokomotiven der Baureihe Ma verwendet. Auf dem Streckenabschnitt Nykroppa–Hällefors verkehrt ein tägliches Zugpaar zwischen Kristinehamn und Hällefors, befördert von Tågab mit Diesellokomotiven des Typs TMY. Diese Züge nutzen das neue Gleisdreieck und haben dadurch eine wesentlich kürzere Fahrzeit. Zwischen Daglösen und Nykroppa fährt Tågab auch von Filipstad nach Kristinehamn.

## Bahnstrecke Kil nedre–Fryksta
1871 wurde anstelle der im gleichen Jahr stillgelegten schmalspurigen ersten schwedischen Bahnstrecke Fryksta–Lyckan ein neuer Bahnanschluss an den Fryken errichtet. Ausgangspunkt war der alte Bahnhof der SJ in Kil. Die drei Kilometer lange Strecke wurde am 15. Juni 1872 eröffnet.
Als jedoch 1876 der Abschnitt Kil–Molkom der Bergslagsbanan gebaut wurde, wollte die BJ nicht den gleichen Bahnhof benutzen. Deshalb entstand etwa 1,5 km Richtung Westen der neue Bahnhof Kil. Die alte SJ-Station wurde in Kil nedre umbenannt. Ab 1906 wurde für die Zweigbahn nach Fryksta ebenfalls der neue Bahnhof Kil benutzt und die alte Strecke nach Kil nedre abgebaut.
Die Strecke wurde am 15. Juni 1937 elektrifiziert. Personenverkehr fand nur während der Sommermonate statt, wo in Fryksta Anschluss an die Schiffe bestand. Dieser Saisonverkehr wurde ebenso wie der Güterverkehr Ende 1958 eingestellt. 1973 wurde das Gleis an die Stadt Kil verkauft. 1974 erfolgte der Abbau der Strecke.